# Efraim Mandelbaum
Efraim Mandelbaum (ur. 1884 w Lublinie, zm. 1943 w Auschwitz-Birkenau) – polski malarz.

## Życiorys
Urodził się w rodzinie żydowskiej stolarza z Łodzi. Jego pierwszym nauczycielem malarstwa był Samuel Hirszenberg, który przygotował go do studiów. W latach 1905–1910 studiował w krakowskiej Akademii Sztuk Pięknych pod kierunkiem Józefa Mehoffera i Leona Wyczółkowskiego, w 1911 wyruszył w podróż artystyczną do Egiptu, po drodze zwiedził Palestynę i Włochy, zatrzymał się również w Wiedniu i Pradze. Podczas I wojny światowej podczas pleneru malarskiego został zatrzymany przez żandarmerię austriacką pod zarzutem szpiegostwa, silny stres wywołał u niego chorobę psychiczna i mimo leczenia miewał nawroty i przebywał na kuracjach w szpitalach psychiatrycznych. W 1920 powrócił na uczelnię i rok później ukończył studia, w 1925 przeprowadził się na stałe do Paryża. Wystawiał na Salonach paryskich, odnowił znajomości z kolegami z czasów studenckich z Moïse Kislingiem i Tadeuszem Makowskim. W 1942 został razem z żoną aresztowany i uwięziony w obozie przejściowym w Drancy, skąd oboje zostali przetransportowani do Auschwitz-Birkenau, gdzie ich zamordowano.
Efraim Mandelbaum tworzył pejzaże m.in. Snopy żyta, Ulica paryska, martwe natury, portrety w tym swojej żony oraz wiele autoportretów.